# Norra Hamngatan
Norra Hamngatan är en gata inom stadsdelen Nordstaden i Göteborg. Den är cirka 700 meter lång, och sträcker sig från Packhusplatsen till Nils Ericsonsgatan.

## Historik
Gatan fick sitt namn 1846, efter sitt läge norr om Stora Hamnkanalen, tidigare Stora Hamnen (från stadens grundande 1621 och fram till mitten av 1700-talet). Men redan 1671 förekommer namnformen Store Hambnens Gatha, Storhamnegatan (1676), Norra stora Hamne-gatan (1765) och först 1846 slår alltså den modernare namnformen igenom.
Den 10 september 1953 fick delar av Norra Hamngatan en ny och omfattande fasadbelysning av byggnaderna mellan Smedjegatan och fram till i höjd med Gustafs Adolfs torg, alltså kvarteret 11 Rådhuset och 12 Ostindiska kompaniet. De sju strålkastarna var av schweizisk typ och på 2 000 watt styck. Belysningen kom från Södra Hamngatan och skickades över hamnkanalen. För belysning av Tyska kyrkans torn, tillkom två strålkastare på vardera 2 000 watt. Närmast på tur att få denna typ av belysning var Skansen Lejonet, Skansen Kronan, Järntorgsbrunnen, Sjöfartsmuseet, Stora Teatern, Domkyrkans fasad mot Västra Hamngatan och tornet, Masthuggskyrkan samt Stora Nygatan.

## Bebyggelse
Gatan har en kulturhistoriskt värdefull bebyggelse. Norra Hamngatan nummer 4 Malmska huset, 6 (Thamska huset), 12 (Ostindiska huset), 14 (Sahlgrenska huset) och 16 (Göteborgs rådhus) är byggnadsminnen.
Kommunens bevaringsprogram 1975 avser området kring Stora Hamnkanalen-Gustaf Adolfs Torg med flera. Bevaringsprogrammet 1987 motsvarar övriga delar av området utom den nya bebyggelsen i Östra Nordstaden och västra delen av kvarteret Kronobageriet. Med "Värdefulla miljöer 1985" avses hela området utom den nya bebyggelsen i Östra Nordstaden. Dessutom avses:
- Skydd enligt Naturresurslagen 2:a kapitlet, Riksintresse: hela området.
- Skydd enligt Kulturmiljölagen 2:a kapitlet, Fornminnen: hela området.
- Skydd enligt Kulturminneslagen 3:e kapitlet, Byggnadsminnen (se ovan).[5]

### Byggnader längs Norra Hamngatan

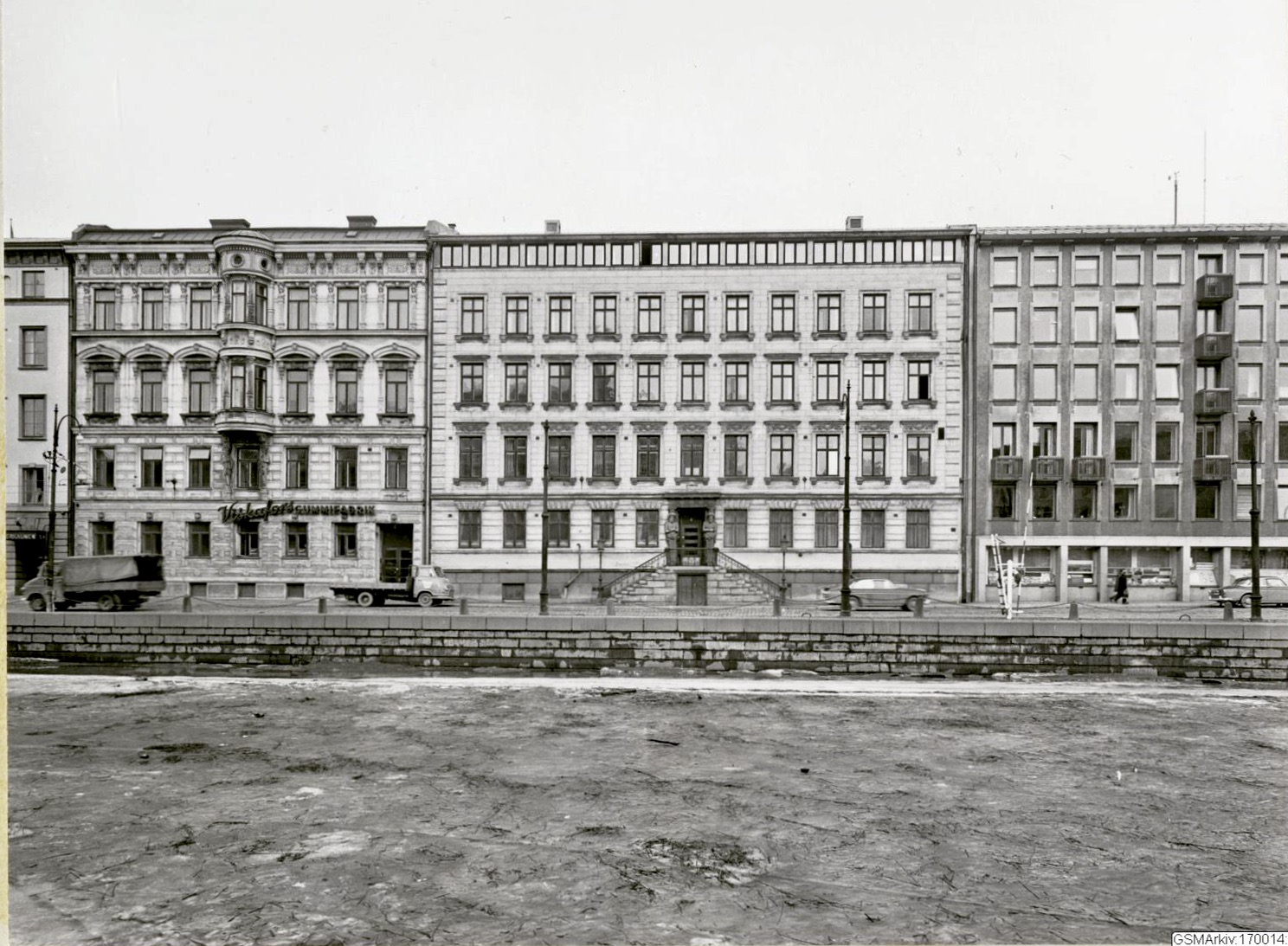
Norra Hamngatan 4-8 med det Thamska huset i mitten. Foto från 1966.
Bildsamlingen vid Göteborgs stadsmuseum.

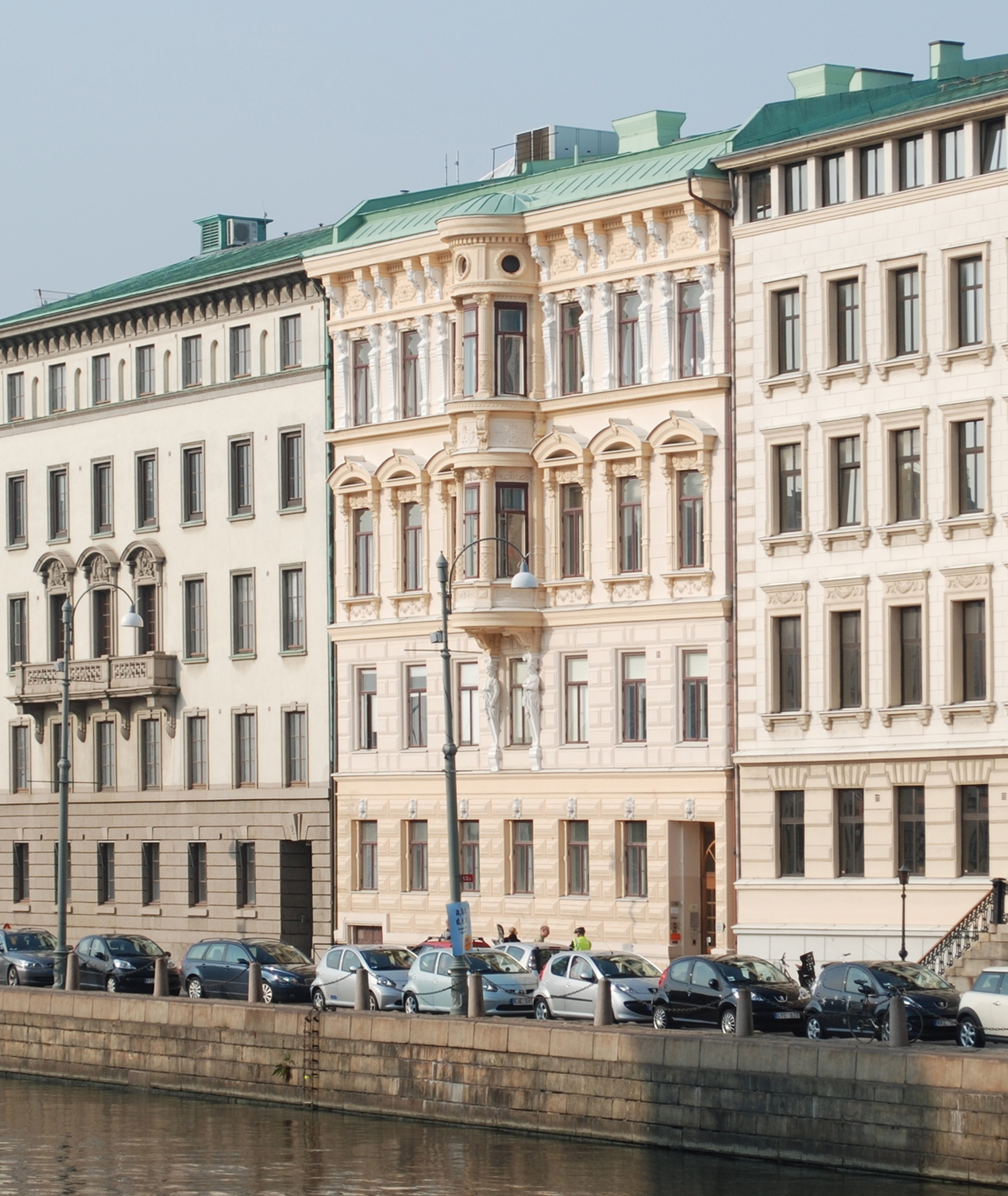
Norra Hamngatan 4.

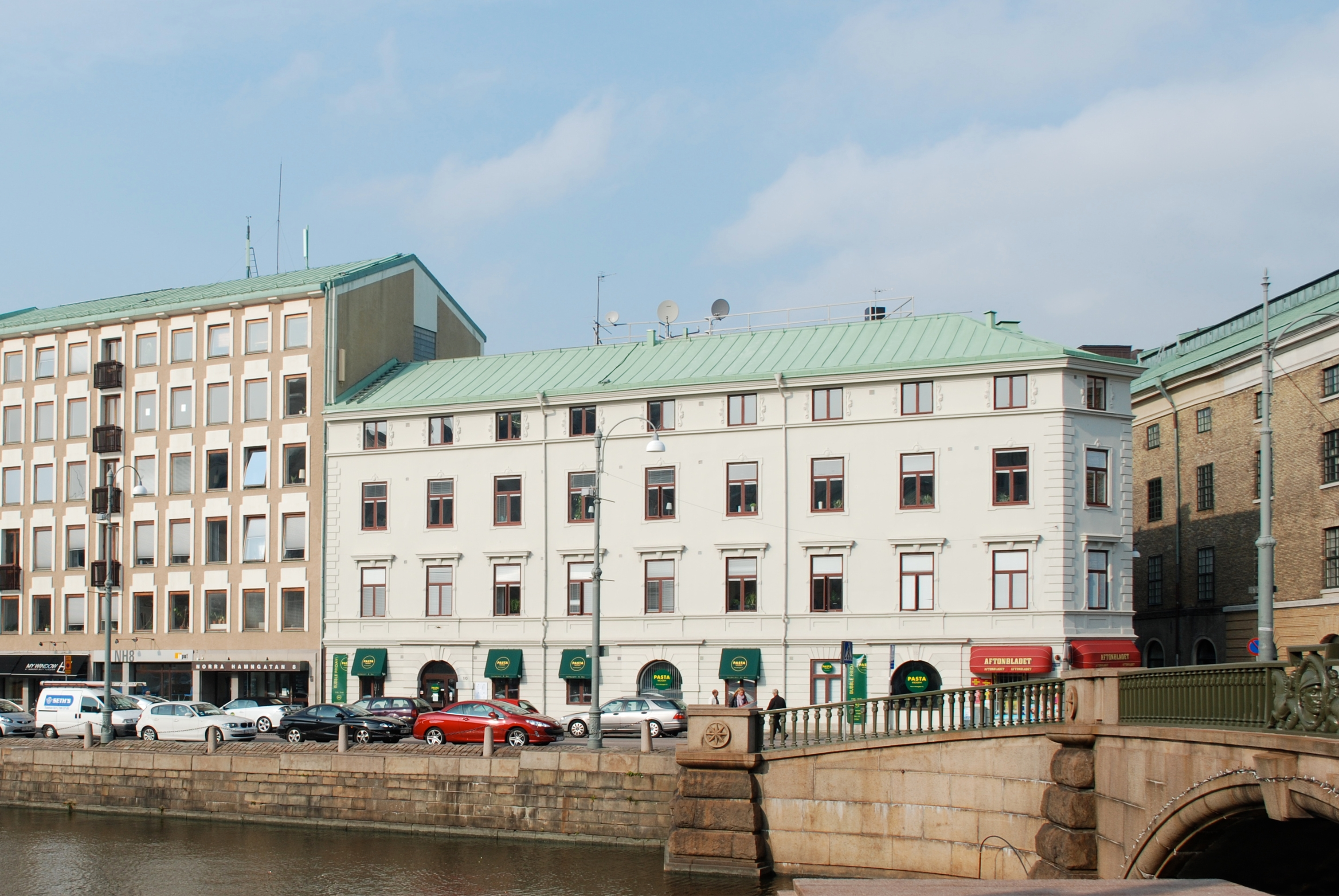
Norra Hamngatan 10.

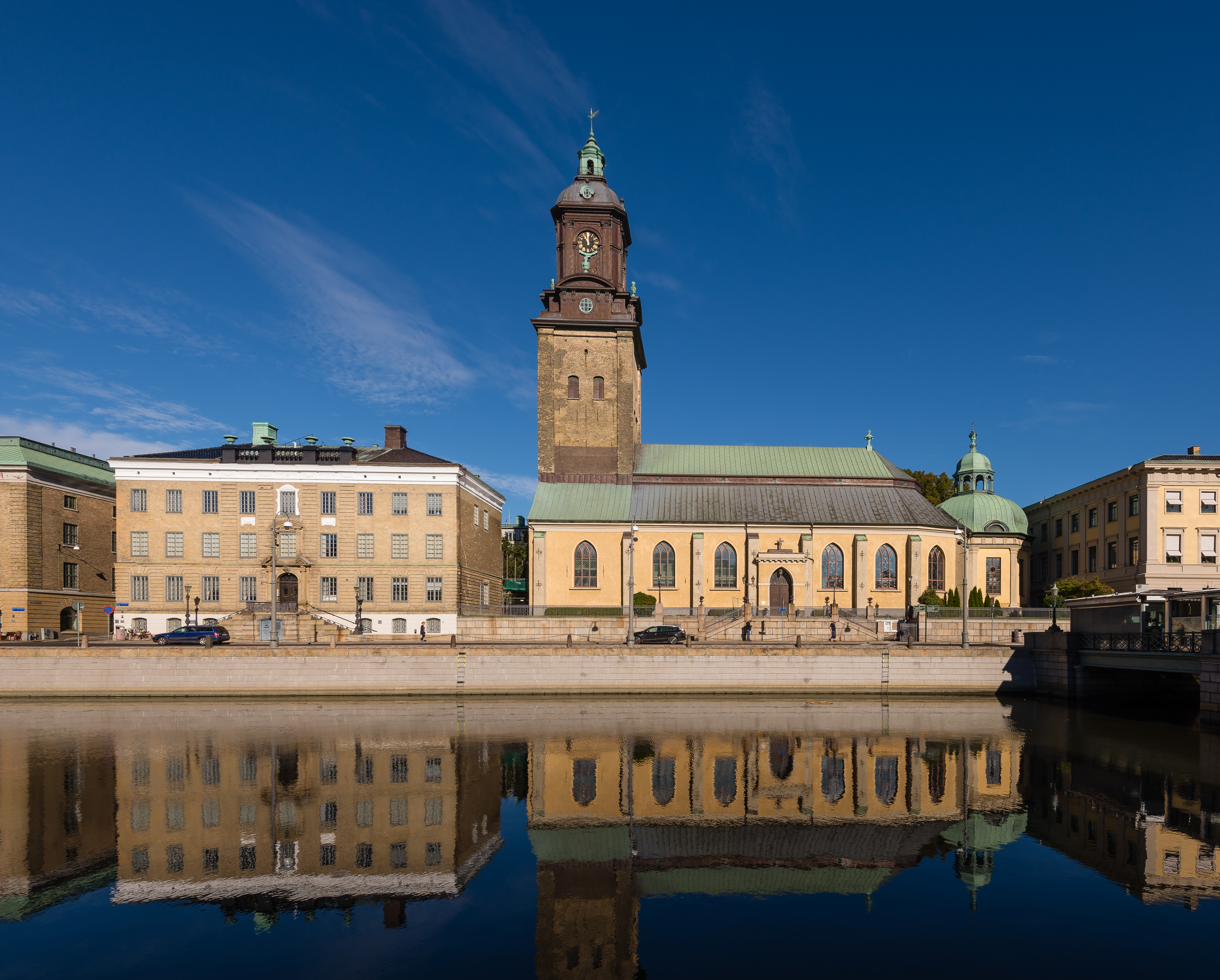
Sahlgrenska huset omgivet av Ostindiska huset och Tyska kyrkan

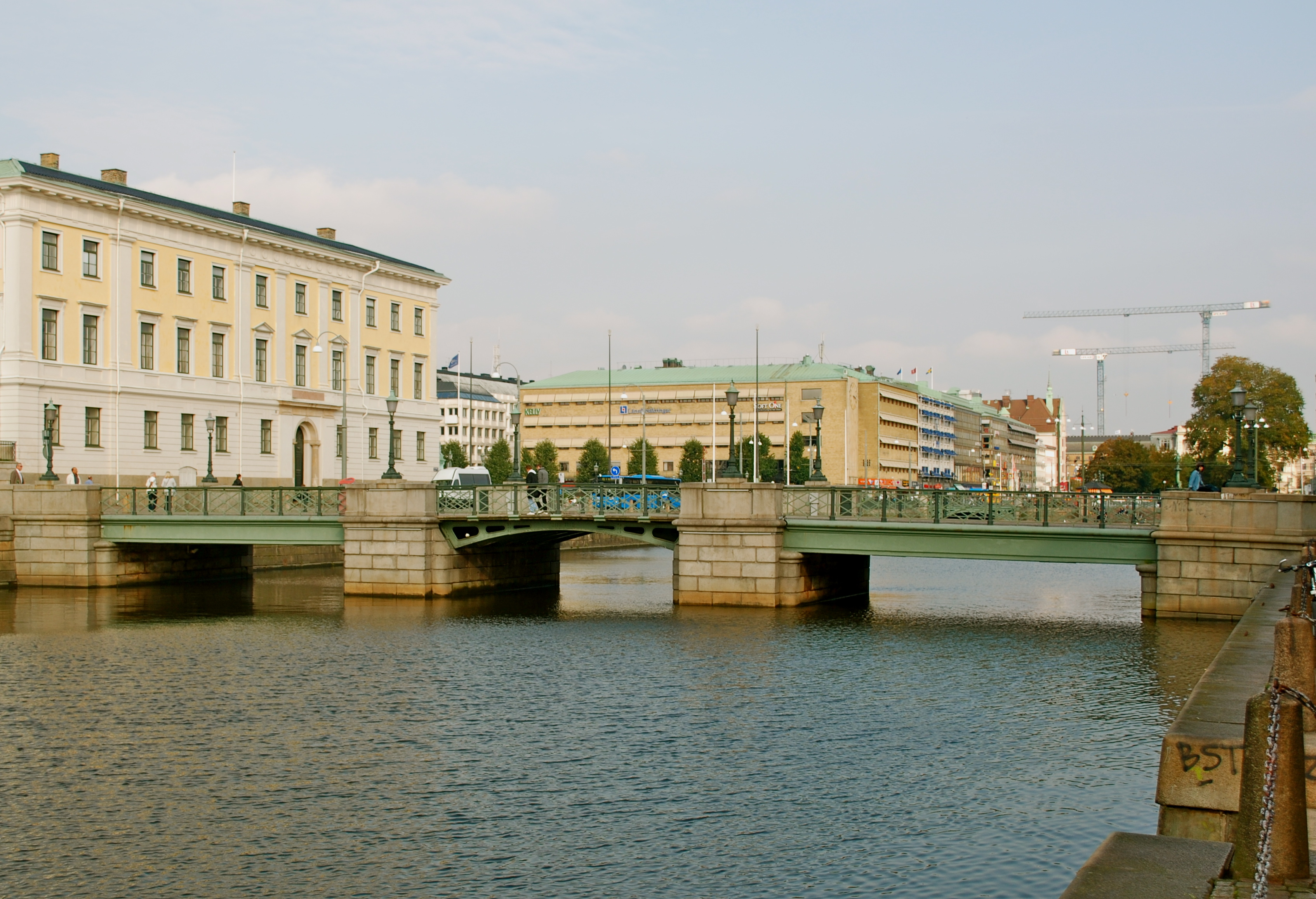
Norra Hamngatan mot öster sedd från Södra Hamngatan. Till vänster (nummer 16) Göteborgs rådhus. I förgrunden Tyska bron och Stora hamnkanalen.

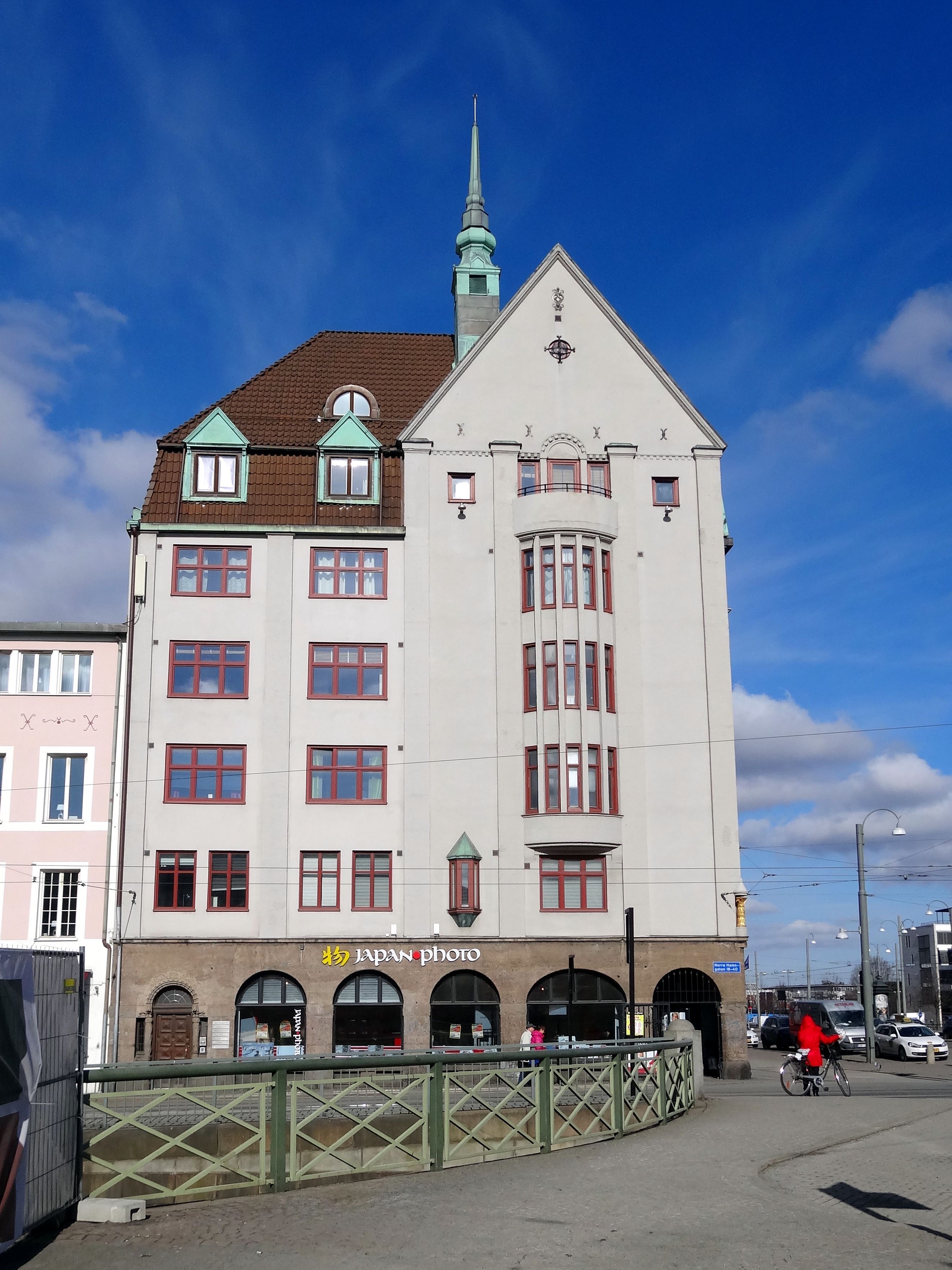
Norra Hamngatan 40.

- Norra Hamngatan 2/Packhusplatsen 5-6 i Kvarteret 13 Gamla Tullen. "Broströmiahuset" (norra huset på tomten 13:12 mot Packhusplatsen), uppfördes 1850 i fyra våningar. F O Peterson & Söner[6] gjorde en om- och påbyggnad 1926–28 för det Broströmska rederiet, som flyttade dit 1907 och därefter förvärvade fastigheten 1916–17. Huset ombyggdes 1993 för Hovrätten för Västra Sverige.

- Norra Hamngatan 4 i Kvarteret 13 Gamla Tullen, tomt 13:7. "Malmska huset", ett kontorshus i fyra våningar med putsad fasad och burspråk. Handelsman Max Malm uppförde byggnaden 1882–83 och bodde där själv till 1893. Arkitekten hette Adrian C. Peterson. En tornbyggnad togs bort 1931. Lars Gathenhielms bror Kristen Gathenhielm (1682–1722) är den första kända ägaren till fastigheten. Kommerserådet Niklas Björnberg lät på platsen anlägga en handelsgård, omkring 1815. Som direktör i Ostindiska kompaniet 1806-1813 hade han tjänat en förmögenhet på brännvinsbränning.[7]

- Norra Hamngatan 6/Smedjegatan 5 i Kvarteret 13 Gamla Tullen, tomt 13:4. "Thamska huset", ett fyravåningars kontorshus som troligen uppfördes 1732 i två våningar av Volrat Tham, förmögen direktör i Svenska Ostindiska Companiet.

- Norra Hamngatan 8 i Kvarteret 13 Gamla Tullen, tomt 13:15. Huset i sex våningar uppfördes 1963 för Göteborgs Hamn AB efter ritningar av Lund & Valentin arkitekter.

- Norra Hamngatan 10/Smedjegatan 7-9 i Kvarteret 13 Gamla Tullen, tomt 13:14. Radheska huset eller Palmecronska huset. Ett trevåningshus med påbyggd vindsvåning. Källarmästare Bryngel Radhe uppförde här ett tvåvånings stenhus och öppnade krogen Kronan (efter dennes död 1679 övertar sonen Jonas krogen och driver den fram till sin död 1706). Detta var efter storbranden på natten till den 2 januari 1669, då cirka sextio hus brann ner i stadsdelen Nordstaden.[8] Göteborgs stad köpte fastigheten 1725 för 7 500 daler silvermynt och använde den till tull- och packhus.  Stadsarkitekt Johan Eberhard Carlberg fick uppdraget att bygga om huset. Byggnaden rappades och avputsades i gult, medan fönster, portar, omramningar och portaler samt takkomischen målades i ljusgrå oljefärg. I november 1728 stod huset färdigt att tas i bruk. En våning byggdes på 1816 av stadsarkitekt Jonas Hagberg, och förändrade huset till nyantik stil. Vid en senare ombyggnad 1874 fasades hörnet mot Smedjegatan av, och tio år senare inrättas butiken i hörnet. Samtidigt byggs huset på med en vindsvåning. År 1922 uppläts huset till Göteborgs hamnstyrelse och 1929 byggdes vindsvåningen om till kontor. Då grannfastigheten nr 8 uppförs 1960, moderniseras även det Radheska huset.[9]

- Norra Hamngatan 12/Köpmansgatan 1 i Kvarteret 12 tomt 12:1. Ostindiska huset, efter Svenska Ostindiska Companiet, som nu inrymmer Göteborgs stadsmuseum, successivt sedan 1861. Stadsingenjören Bengt Wilhelm Carlberg fick 1746 (efter storbranden, se nedan) uppdraget att rita ett "Contoirs - Magazins Huus för Ostindiska Compagniet uti Göteborg". Byggnationen pågick i 15 år. Den östra flygeln började uppföras 1747, och hela huset stod klart 1762.

- Norra Hamngatan 14 i Kvarteret 11 Rådhuset, tomt 11:1. Sahlgrenska huset. Natten till den 14 januari 1746 ödelades hela 5:e kvarteret i en eldsvåda, som tog med sig 196 privata hus och gårdar. På tomten fanns då ett "gediget stenhus", köpt 1721 av kommerserådet Jacob Sahlgren († 1736). Huset skadades dock så svårt att änkan Birgitta Sahlgren, född Ekmarck,[10] bestämde sig för att uppföra ett nytt, vilket stod klart 1753. Ritningarna utfördes troligen av stadsingenjören Bengt Wilhelm Carlberg. Nästa ägare var grosshandlare Carl Emil Billqvist (1817-1895), som 1856 beställde ritningar av arkitekt Adolf W. Edelsvärd för en upprustning. Enligt Billqvists önskemål förändrades fasaden ut mot vattnet, entrétrappan fick lyktstolpar samt räcke av gjutjärn och husets mittaxel fick andra utsmyckningar. Mansardtaket ersattes med att översta våningen förhöjdes samt fick en modern taksilhuett med flackt valmat tak och balustrad med urnor. Även husets flygel mot Tyggårdsgatan förändrades.[11] Göteborgs stad äger huset sedan 1905, och Higabgruppen förvaltar. En större fasadrenovering genomfördes 1991, och 1994 skedde en invändig ombyggnad.[12]

- Norra Hamngatan 16/Gustaf Adolfs torg 1-2 i Kvarteret 11 Rådhuset, tomt 11:7. Göteborgs rådhus, består av dels en äldre del i tre våningar i söder samt en nyare (1937) tillbyggnad i tre-fyra våningar i norr. Tomten ägdes av Magnus Gabriel de la Gardie och skänktes 1666 till staden för ett kommande rådhus, vilket blev aktuellt efter storbranden 1669 (se ovan). Ritningarna upprättades av Nicodemus Tessin d.ä. och huset stod klart 1672.

- Norra Hamngatan 18/Östra Hamngatan 30-34/Köpmansgatan 9A i Kvarteret 10 Kronobageriet, tomt 10:20. Thulehuset, ett femvåningshus med överbyggd gård som stod klart på våren 1937 efter ritningar av arkitekt Nils Einar Eriksson. Det var försäkringsbolaget Lif-Thule som uppförde huset, därav namnet. Det platta taket började läcka in vatten efter några år, varför ett sadeltak istället byggdes. Thulehuset ersatte det gamla "Wilsonska palatset" (efter redaren och grosshandlaren John West Wilson), och uppfördes av grosshandlare Julius Lindström i romersk nyrenässans som stod färdigt den 13 december 1866 (arkitekt var Fredrik Åbom). Från 1889 ägdes huset av den tyskfödde frukthandlaren Friedrich Mühlenbock, som anlade en exotisk trädgård på taket.[13]

- Norra Hamngatan 20-22/Köpmansgatan 11 A-B i Kvarteret 10 Kronobageriet, tomt 10:25. Affärs- och kontorshus i fem till sex våningar med två ljusgårdar, som stod klart 1986. Fasaden är av vit terrazzobetong och ritningarna gjordes av Nowak-Sundberg Arkitekter.

- Norra Hamngatan 24-30/Köpmansgatan 13-19 i Kvarteret 10 Kronobageriet, tomt 10:23. Kontorshus i tre till fem våningar med butiker i entréplanet, som uppfördes 1968 av Östra Nordstaden AB & Co efter ritningar av White arkitekter. Huset bildar huvudentré till affärshuset Nordstan. Snabbmatskedjan McDonald's etablerade sig här 1978. På tomten fanns fram till rivningarna 1966 åtta olika hus, med diverse verksamheter. Husnummer 26-28 om- och påbyggdes i stor omfattning så sent som i slutet av 1950-talet.

- Norra Hamngatan 32-34 i Kvarteret 10 Kronobageriet, tomt 10:22. Ett kontors- och butikshus med överbyggd gård i fem våningar mot Norra Hamngatan samt tre våningar  mot Köpmansgatan. Det var Östra Nordstaden AB & Co som, efter ritningar av White arkitekter, uppförde huset 1967. Här fanns innan bland annat tre stycken trevåningshus från början av 1800-talet.

- Norra Hamngatan 36 i Kvarteret 10 Kronobageriet, tomt 10:15. Kontorshus i fyra våningar med butiker samt överbyggd gård. Handelsman C. Sernström uppförde 1827 huset för bostäder, efter ritningar av J. Sundberg. År 1924 påbyggdes en våning efter att huset köptes av Livförsäkrings AB Balder. Samtidigt fick fasaden sitt nuvarande, tjugotalsklassicistiska utseende, ritat av R.O. Swensson.

- Norra Hamngatan 38 i Kvarteret 10 Kronobageriet, tomt 10:16. Huset i fyra våningar med slätputsad fasad, uppfördes 1823 för handelsman J. Edin. Ritningarna utformades av stadsarkitekt J. Hagberg i "odekorerad kassaskåpsstil". År 1930 fick huset sin hela vindsvåning. I omgångar har huset inhyst hotellverksamhet, Hotell Drott, Hotell Ekoxen och Hotell Opera.

- Norra Hamngatan 40/Nils Ericsonsgatan 25 i Kvarteret 10 Kronobageriet, tomt 10:18. Kontorshus i fem våningar och butiker, uppfört 1912–13. Fasaden är i nationalromantisk stil, gråputsad. Här finns en takvåning med takspira. Byggherre var apotekare O. Björsell, som hade tagit över apoteket Vasen, och ritningarna gjordes av arkitekt Arvid Bjerke. Huset innehöll ursprungligen även läkarmottagningar, butiker, bostäder och kontor. Ett pensionat fanns här fram till 1950-talet. I slutet av 1960-talet försvann de sista bostäderna i huset, och vid början av 1970-talet flyttade apoteket till nya lokaler inne i Nordstan.[14]

## Se även

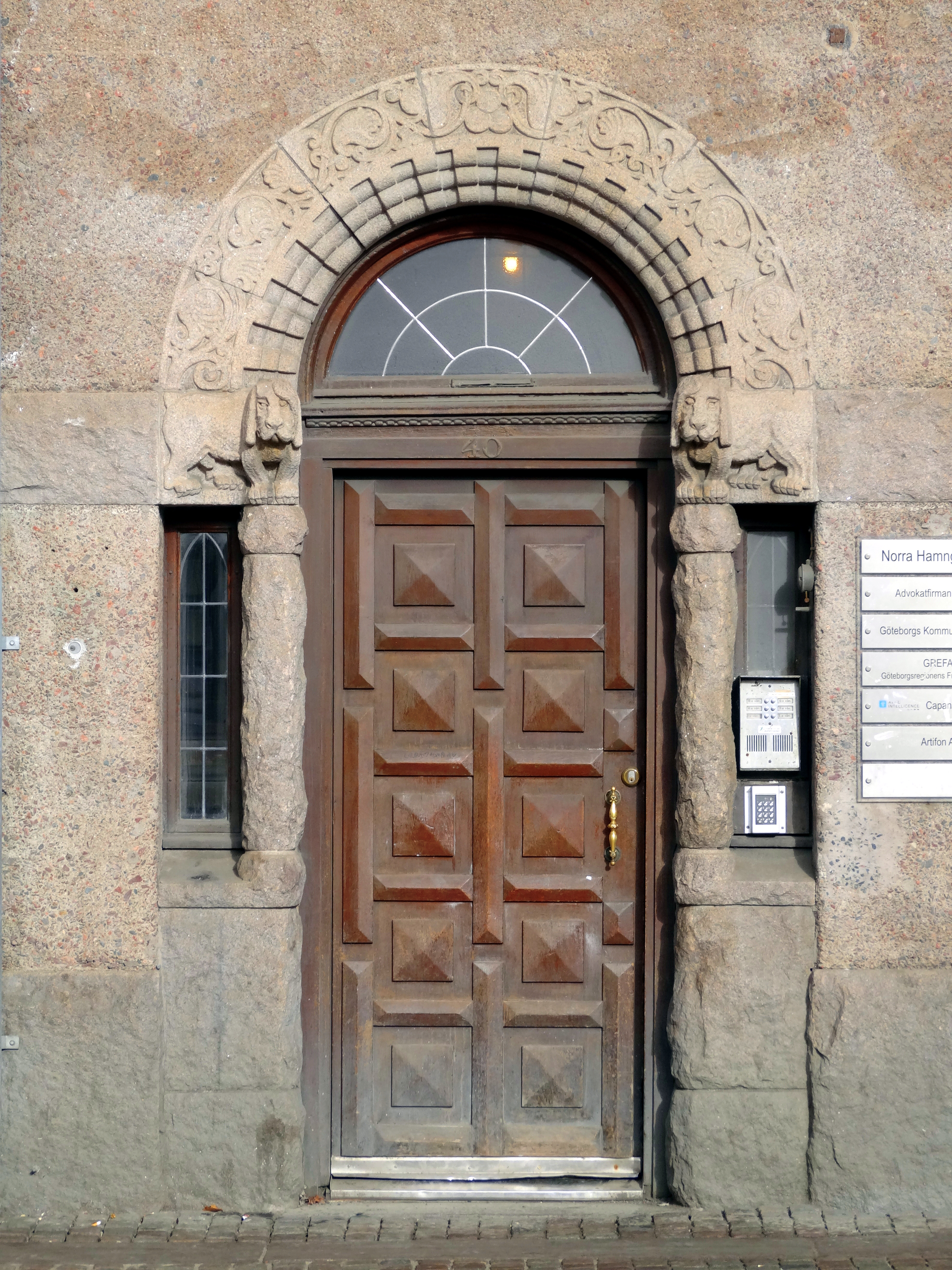
Portal: Norra Hamngatan 40.